# Jerry Bruckheimer
Jerome Leon Bruckheimer, detto Jerry (Detroit, 21 settembre 1943), è un produttore cinematografico e produttore televisivo statunitense.

## Biografia
Bruckheimer nacque a Detroit da immigrati ebrei di origine tedesca.
Durante gli anni ottanta e novanta, è stato co-produttore insieme a Don Simpson di una serie di film hollywoodiani di grande successo. Il suo primo grande successo fu Flashdance (1983), seguito da numerosi altri tra cui la trilogia Beverly Hills Cop, Top Gun e Giorni di tuono e negli anni 90 le commedie Bad Boys e Bad Boys II con la Columbia Pictures.
Malgrado la battuta d'arresto dovuta alla prematura scomparsa di Don Simpson nel 1996, ha continuato a produrre molti film d'azione, inclusi i successi di The Rock, Con Air, Armageddon - Giudizio finale, Il sapore della vittoria - Uniti si vince, Black Hawk Down - Black Hawk abbattuto, Pearl Harbor, la saga cinematografica dei Pirati dei Caraibi, Il mistero dei templari e Il mistero delle pagine perdute. Ma oltre a questi successi prodotti dalla Walt Disney Pictures ha anche prodotti gli sfortunati King Arthur, I Love Shopping, G-Force - Superspie in missione, Prince of Persia - Le sabbie del tempo, L'apprendista stregone e The Lone Ranger. Quest'ultimo flop da 190 milioni di dollari lo portò a divorziare con la Walt Disney Company, il cui contratto di produzione scadeva nel 2013. Fu così che Jerry libero dagli impegni con la casa di Topolino si spostò alla Paramount Pictures per la quale produrrà pellicole come Top Gun: Maverick con Tom Cruise e Beverly Hills Cop 4 con Eddie Murphy. Altri suoi progetti molto attesi in fase di produzione sono Bad Boys 3 e Bad Boys 4 in lavorazione alla Columbia Pictures.
Nel 2017 torna a collaborare con la Walt Disney Pictures per Pirati dei Caraibi - La vendetta di Salazar diretto dai registi norvegesi Joachim Rønning ed Espen Sandberg con Johnny Depp, Orlando Bloom, Keira Knightley, Geoffrey Rush, Kevin McNally, Martin Klebba, Angus Barnett, Giles New, Stephen Graham, Javier Bardem, Brenton Thwaites, Kaya Scodelario, David Wenham, Adam Brown, Danny Kirrane e Derloy Atkinson Golshifteh Farahani e Paul McCartney. Il film uscito nelle sale a maggio 2017, è il quinto capitolo della saga dei Pirati dei Caraibi e incassa 795 milioni di dollari contro 225 milioni di dollari di budget.
Dal 1997 ha esteso le proprie attività alla televisione, producendo diverse serie drammatiche e poliziesche, alcune delle quali diventate successi mondiali e che hanno rilanciato diversi attori cinematografici parzialmente in declino. Sua la produzione di CSI: Crime Scene Investigation (con William Petersen), CSI Miami (con David Caruso), CSI: NY (con Gary Sinise), Close to Home (con Jennifer Finnigan), Senza traccia (con Anthony LaPaglia) e Cold Case (con Kathryn Morris); oltre queste durature serie, Jerry ha prodotto anche le più sfortunate, ma comunque prestigiose: Modern Men (con Eric Lively), E-Ring (con Benjamin Bratt e Dennis Hopper), Just Legal (con Don Johnson), Justice (con Victor Garber), Eleventh Hour, Dark Blue (con Dylan McDermott) e The Forgotten (con Christian Slater). Ha prodotto anche un reality game show: The Amazing Race.
È sostenitore del Partito Repubblicano e ha finanziato le campagne elettorali di John McCain e Mitt Romney.
Nel maggio 2006 ha ricevuto una laurea ad honorem in belle arti dall'università dell'Arizona. Bruckheimer si è sposato due volte.

## Filmografia

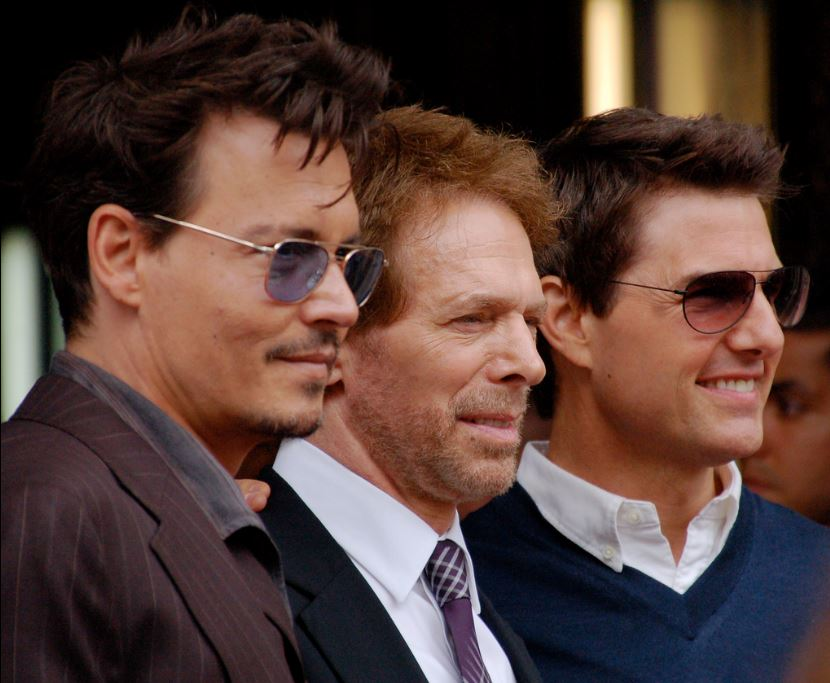
Bruckheimer con Johnny Depp e Tom Cruise nel giugno del 2013.

### Produttore

#### Cinema
- Marlowe, il poliziotto privato (Farewell, My Lovely), regia di Dick Richards (1975)
- La bandera - Marcia o muori (March Or Die), regia di Dick Richards (1977)
- American Gigolò (American Gigolò), regia di Paul Schrader (1980)
- Strade violente (Thief), regia di Michael Mann (1981)
- L'ospedale più pazzo del mondo (Young Doctors in Love), regia di Garry Marshall (1982)
- Flashdance (Flashdance), regia di Adrian Lyne (1983)
- Beverly Hills Cop - Un piedipiatti a Beverly Hills (Beverly Hills Cop), regia di Martin Brest (1984)
- Ladro di donne (Thief of Hearts), regia di Douglas Day Stewart (1984)
- Top Gun, regia di Tony Scott (1986)
- Beverly Hills Cop II - Un piedipiatti a Beverly Hills II (Beverly Hills Cop II), regia di Tony Scott (1987)
- Giorni di tuono (Days of Thunder), regia di Tony Scott (1990)
- Bad Boys (Bad Boys), regia di Michael Bay (1995)
- Allarme rosso (Crimson Tide), regia di Tony Scott (1995)
- Pensieri pericolosi (Dangerous Minds), regia di John N. Smith (1995)
- The Rock, regia di Michael Bay (1996)
- Con Air, regia di Simon West (1997)
- Armageddon - Giudizio finale (Armageddon), regia di Michael Bay (1998)
- Nemico pubblico (Enemy of the State), regia di Tony Scott (1998)
- Fuori in 60 secondi (Gone in Sixty Seconds), regia di Dominic Sena (2000)
- Le ragazze del Coyote Ugly (Coyote Ugly), regia di David McNally (2000)
- Il sapore della vittoria (Remember the Titans), regia di Boaz Yakin (2000)
- Pearl Harbor (Pearl Harbor), regia di Michael Bay (2001)
- Black Hawk Down - Black Hawk abbattuto (Black Hawk Down), regia di Ridley Scott (2001)
- Bad Company - Protocollo Praga (Bad Company), regia di Joel Schumacher (2002)
- Kangaroo Jack - Prendi i soldi e salta (Kangaroo Jack), regia di David McNally (2003)
- La maledizione della prima luna (Pirates of the Caribbean: The Curse of the Black Pearl), regia di Gore Verbinski (2003)
- Veronica Guerin - Il prezzo del coraggio (Veronica Guerin), regia di Joel Schumacher (2003)
- Bad Boys II (Bad Boys II), regia di Michael Bay (2003)
- King Arthur (King Arthur), regia di Antoine Fuqua (2004)
- Il mistero dei templari - National Treasure (National Treasure), regia di Jon Turteltaub (2004)
- Glory Road (Glory Road), regia di James Gartner (2005)
- Pirati dei Caraibi - La maledizione del forziere fantasma (Pirates of the Caribbean: Dead Man's Chest), regia di Gore Verbinski (2006)
- Déjà vu - Corsa contro il tempo (Deja Vu), regia di Tony Scott (2006)
- Pirati dei Caraibi - Ai confini del mondo (Pirates of the Caribbean: At World's End), regia di Gore Verbinski (2007)
- Il mistero delle pagine perdute - National Treasure (National Treasure: Book of Secrets), regia di Jon Turteltaub (2007)
- I Love Shopping (Confessions of a Shopaholic), regia di P.J. Hogan (2009)
- G-Force - Superspie in missione (G-Force), regia di Hoyt Yeatman (2009)
- Prince of Persia - Le sabbie del tempo (Prince of Persia: The Sands of Time), regia di Mike Newell (2010)
- L'apprendista stregone (The Sorcerer's Apprentice), regia di Jon Turteltaub (2010)
- Pirati dei Caraibi - Oltre i confini del mare (Pirates of the Caribbean: On Strange Tides), regia di Rob Marshall (2011)
- The Lone Ranger, regia di Gore Verbinski (2013)
- Liberaci dal male (Deliver Us from Evil), regia di Scott Derrickson (2014)
- Pirati dei Caraibi - La vendetta di Salazar (Pirates of the Caribbean: Dead Men Tell No Tales), regia di Joachim Rønning ed Espen Sandberg (2017)
- 12 Soldiers (12 Strong), regia di Nicolai Fuglsig (2018)
- Gemini Man, regia di Ang Lee (2019)
- Bad Boys for Life, regia di Adil El Arbi e Bilall Fallah (2020)
- Top Gun: Maverick, regia di Joseph Kosinski (2022)
- La gang dei supereroi (Secret Headquarters), regia di Henry Joost & Ariel Schulman (2022)
- Il ministero della guerra sporca (The Ministry of Ungentlemanly Warfare), regia di Guy Ritchie (2024)
- Young Woman and the Sea, regia di Joachim Ronning (2024)
- Bad Boys: Ride or Die, regia di Adil El Arbi e Bilall Fallah (2024)
- Un piedipiatti a Beverly Hills - Axel F (Beverly Hills Cop: Axel F), regia Mark Molloy (2024)
- F1 - Il film (F1: The Movie), regia di Joseph Kosinski (2025)

#### Televisione
- Un gancho al corazón – soap opera, 211 episodi (2008-2009)
- CSI - Scena del crimine (CSI: Crime Scene Investigation) – serie TV, episodio 9x18 (2009)

### Produttore esecutivo

#### Televisione
- Gli specialisti (Soldier of Fortune, Inc.) – serie TV, 4 episodi (1998-1999)
- Max Q, regia di Michael Shapiro – film TV (1998)
- Swing Vote, regia di David Anspaugh – film TV (1999)
- CSI - Scena del crimine (CSI: Crime Scene Investigation) – serie TV, 335 episodi (2000-2015)
- CSI: Miami – serie TV, 292 episodi (2002-2012)
- Senza traccia (Without a Trace) – serie TV, 160 episodi (2002-2009)
- Profiles from the Front Line – serie TV documentario, episodio 1x16 (2003)
- Skin – serie TV, 6 episodi (2003)
- Cold Case - Delitti irrisolti (Cold Case) – serie TV, 156 episodi (2003-2010)
- Fearless, regia di Blair Hayes – film TV (2004)
- CSI: NY – serie TV, 197 episodi (2004-2013)
- E-Ring – serie TV, 23 episodi (2005-2006)
- Close to Home - Giustizia ad ogni costo (Close to Home) – serie TV, 44 episodi (2005-2007)
- Just Legal – serie TV, 8 episodi (2005-2006)
- Modern Men – serie TV, 7 episodi (2006)
- Justice - Nel nome della legge (Justice) – serie TV, 13 episodi (2006-2007)
- Eleventh Hour – serie TV, 18 episodi (2008-2009)
- The Forgotten – serie TV, 17 episodi (2009-2010)
- Dark Blue – serie TV, 20 episodi (2009-2010)
- Miami Medical – serie TV, 13 episodi (2010)
- Chase – serie TV, 18 episodi (2010-2011)
- The Whole Truth – serie TV, 13 episodi (2010-2011)
- Secret Lives of Husbands and Wives, regia di Mark Pellington – film TV (2013)
- Beverly Hills Cop, regia di Barry Sonnenfeld – film TV (2013)
- Trooper, regia di Craig Gillespie – film TV (2013)
- Hostages – serie TV, 15 episodi (2013-2014)
- Marshal Law: Texas – serie TV, 6 episodi (2013-2014)
- CSI: Immortality, regia di Louis Milito – film TV (2015)
- CSI: Cyber – serie TV, 31 episodi (2015-2016)
- Home, regia di Brad Anderson – film TV (2016)
- Lucifer – serie TV (2015-2021)
- Training Day – serie TV, 13 episodi (2016-2017)
- L.A.'s Finest – serie TV, 26 episodi (2019-2020)
- CSI: Vegas – serie TV, 41 episodi  (2021-2024)
- Il mistero dei Templari - La serie (National Treasure: Edge of History) – serie TV (2022)

## Programmi televisivi
- The Amazing Race - reality show, 339 episodi (2001-in produzione)
- Take the Money & Run - reality show, 6 episodi (2011)

## Riconoscimenti
- Premio Oscar
  - 2023 - Candidatura al miglior film per Top Gun: Maverick

Peabody award for visionary award